# アムール川
アムール川（アムールがわ、ロシア語: Амур、ラテン文字転写: Amur）、あるいは黒竜江（こくりゅうこう、中国語: 黑龍江、拼音: Hēilóngjiāng、満洲語:ᠰᠠᡥᠠᠯᡳᠶᠠᠨ
ᡠᠯᠠ転写：sahaliyan ula）は、ユーラシア大陸の北東部を流れる川である。中国では別に黒河、黒水などとも呼ばれる。上流部の支流を含めた全長4,368 kmは世界8位、流域面積は185万5500 km2で世界10位である。

## 地理

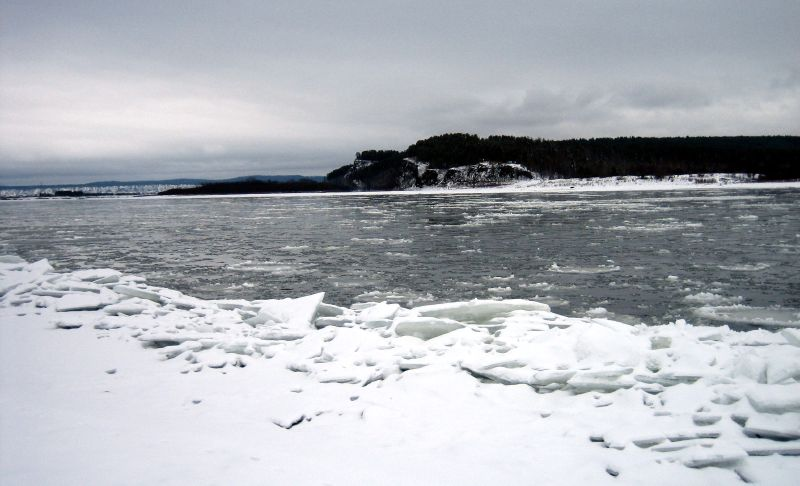
凍結するアムール川。

アムール川はモンゴル高原東部のロシアと中国との国境にあるシルカ川とアルグン川の合流点から生じ、中流部は中国黒竜江省とロシア極東地方との間の境界となっている。ロシアのハバロフスク付近で北東に流れを変えロシア領内に入り、オホーツク海のアムール・リマンに注ぐ。リマンとは川の河口を指し、リマン海流は日本海を流れる海流である。オホーツク海の流氷は、アムール川からの流水により塩分濃度が薄くなったことによって凝固点が高くなった海水が氷結して形成される。
沿岸一帯のゼヤ川とブレヤ川の氾濫原、ヒンガンスキー自然保護区および三江平原などはラムサール条約登録地である。

## 流域の都市

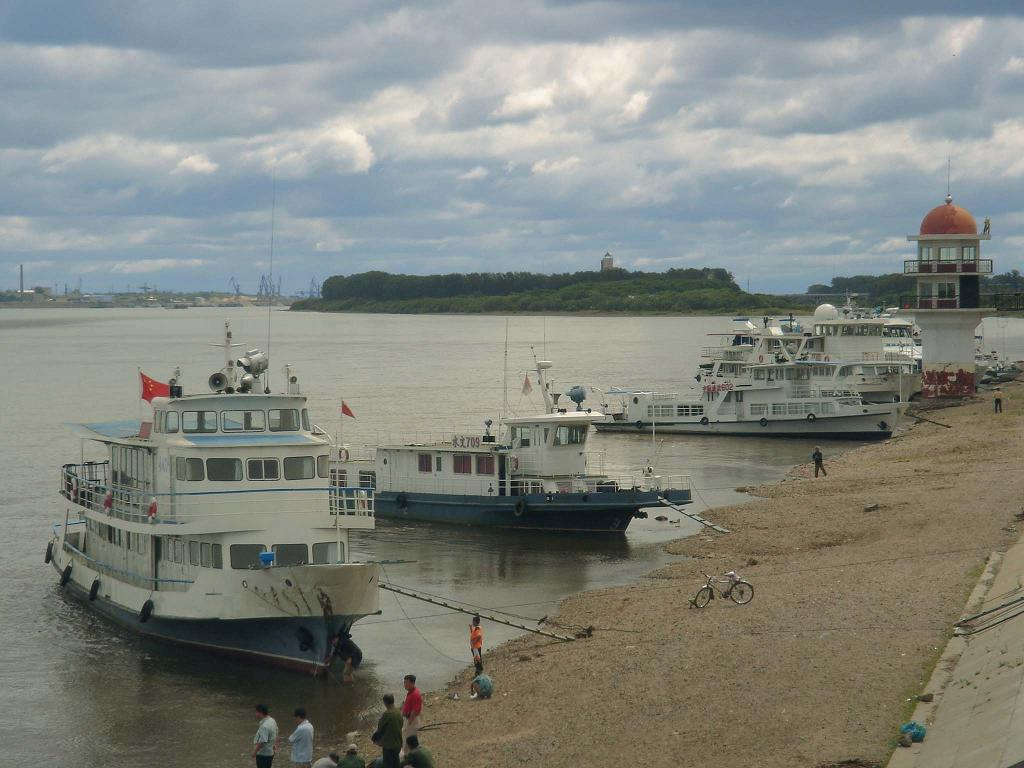
黒河市付近のアムール川、対岸はロシア。

アムール川はロシア側のアムール州・ユダヤ自治州・ハバロフスク地方と中国側の黒竜江省との国境を成しており、川沿いの主要な都市としてはロシアのブラゴヴェシチェンスク、ハバロフスク、コムソモリスク・ナ・アムーレ、ニコラエフスク・ナ・アムーレ、中国側の黒河市・同江市などがある。

## 産業
アムール川は栄養が豊富であり、サケ類をはじめ豊かな水産資源に恵まれ、これにより北海道のオホーツク海沿岸及び沖合はよい漁場になっている。一方で2005年11月13日に起きた中国吉林省吉林市にある石油化学工場の爆発事故により、支流の松花江に流れ込んだ有毒な大量のベンゼン化合物による大規模な汚染をはじめ河川の汚染が深刻である。ロシア側アムール川周辺住人は河川汚染を憂慮しておりオホーツク海等の環境汚染により日本も警戒している。

## 歴史

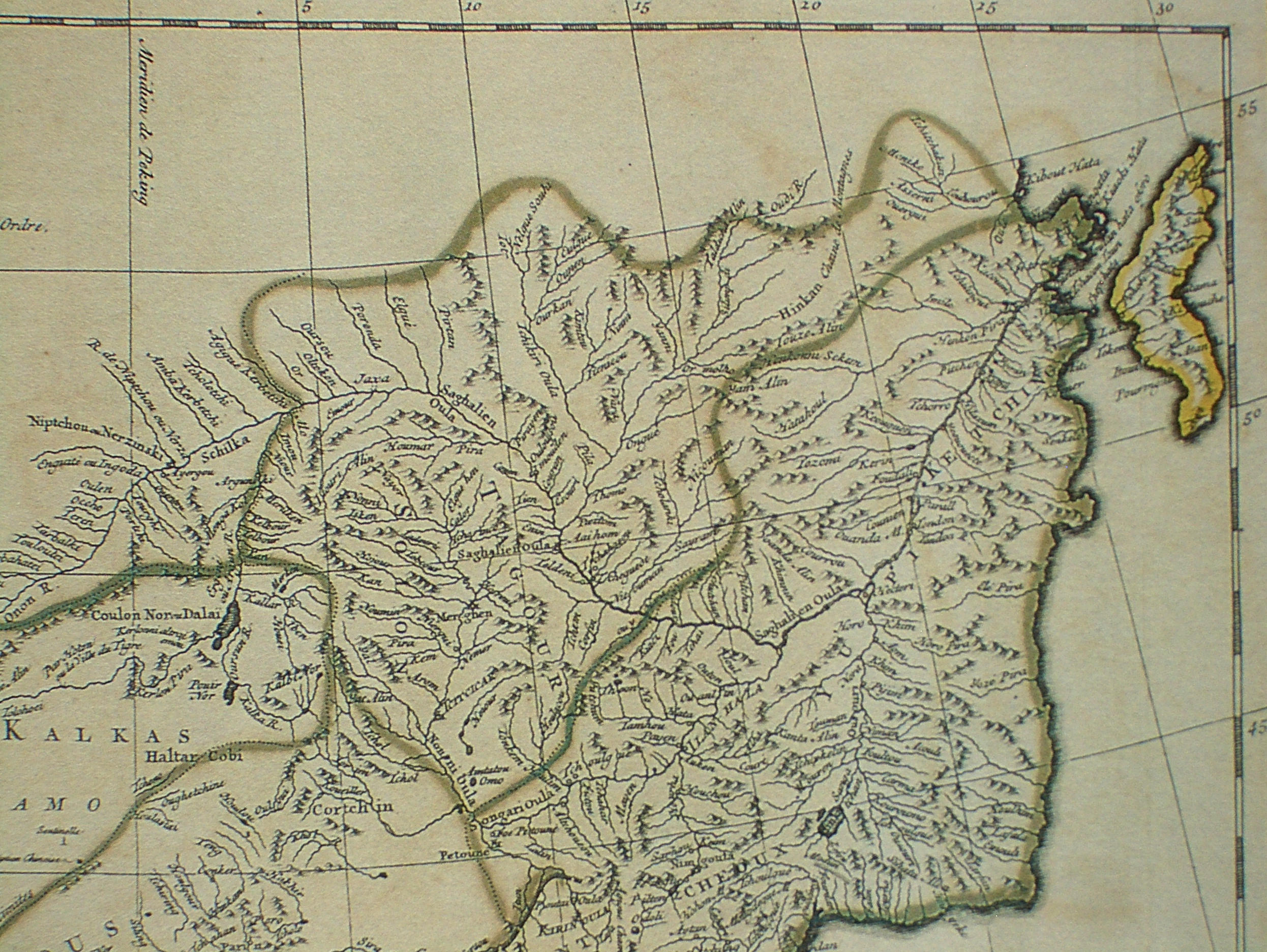
清に滞在したイエズス会士、Jean-François Gerbillon（1697年–1782年）が作成した清国全図のうち、アムール川流域の拡大図。河口の小さな島は樺太北端部を描いたもの。

中国の古代王朝では「黒水」「弱水」「烏桓河」などと呼ばれていたが、13世紀の『遼史』においてはじめて「黒竜江」の名が出ている。満洲語では「サハリャン・ウラ（ᠰᠠᡥᠠᠯᡳᠶᠠᠨ
ᡠᠯᠠ　転写：Sahaliyan Ula、薩哈連烏拉、「黒い河」の意）」と呼ばれており、モンゴル語では「ハラムレン（Хар Мөрөн/Khar Mörön、哈拉穆連）」、ロシア語では「アムール」となりこれが世界的に共通する呼び名となっている。サハリン（樺太）という島の名は「サハリャン・ウラの河口の対岸」にあることからつけられたとされる。
女真族(満洲人)はこの川を使い流域民族（ほか、アムール河口の対岸の樺太に住むアイヌ人など）と、毛皮などと清国産品を交換する取引(山丹交易)を行っていたが、次第に東へ進出してきたロシア人と取引や領土をめぐり争いが起こった。17世紀には、ヴァシーリー・ポヤルコフやエロフェイ・ハバロフなどロシア人の探検隊がアムール川流域に侵入し、中国の清と南下するロシア帝国との間の紛争（清露国境紛争、中: 雅克萨战役、朝: 나선정벌、露: Русско-цинский пограничный конфликт）が起こった。ロシア人はアムール川上流にアルバジンの要塞を築いたが、清軍により何度も包囲され破壊された。ロシア側は和議を求め、1689年のネルチンスク条約において、上流の西側以外の流域が清国領土と定められた。
しかしその後清は弱体化し、ロシアは再びアムール川沿いの領有を目指して探検隊を送るようになる（アムール探検）。1858年のアイグン条約（璦琿条約）、1860年の北京条約で、清国領土の割譲（アムール併合）を経て現在の国境線に定められた。
その後、アムール川およびその支流の中にある多くの島や中州の領有権を巡って中ソ国境紛争が発生した。1969年にはウスリー川で大規模な軍事衝突が発生したが、2004年に中露両国は最後まで帰属が決まらなかったアムール・ウスリー合流点の黒瞎子島（大ウスリー島）をはじめとするすべての地域における東部国境の確定完了を宣言し、対立は鎮静化している。国境画定に伴い、ロシア軍により黒瞎子島内より強制退去させられた元ロシア人居住者が、補償を求めロシアに対し国家賠償訴訟を起こしている。
2019年、国境のアムール川（黒竜江）に架かる初の鉄道橋である同江鉄路大橋と初の道路橋である黒河・ブラゴヴェシチェンスク大橋が完成した。

## 洪水
2013年7月からはアムール川の流域で多雨となったことによって、以降、中流域や下流域で洪水が発生した。なお、ハバロフスクでは、2013年9月3日から2013年9月4日にかけて、808cmの水位を観測した。これは、1897年に観測された最高水位の642cmを上回って、観測史上最高の水位であった。

## 支流
下流より記載

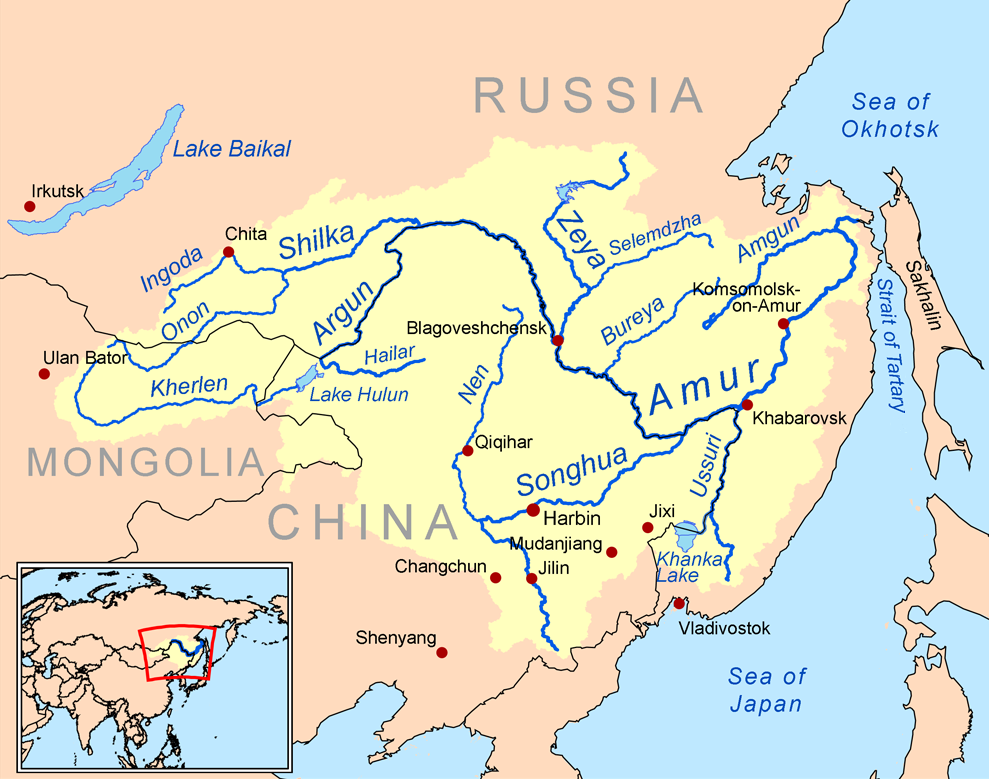
アムール川流域と支流の経路。

- アムグン川 - 満洲語：Henggun/ロシア語：Амгунь/中国語：阿姆貢河（清代は興袞河）
  - ニメレン川 - 満洲語：Imiien/ロシア語：Нимелен/中国語：尼梅連河（清代は額密勒河）
- ゴリン川 - 満洲語：Gerin/ロシア語：Горин/中国語：格林河（清代は格楞河）
- グル川（ロシア語版）（清代の名称は「宏加力河」、ru）
- アニュイ川 - 満洲語：Dondon/ロシア語：Анюй/中国語：阿紐伊河（清代は敦敦河）
- トゥングースカ川 - ロシア語：Тунгуска/中国語：通古斯卡河
  - ウルミ川 - ロシア語：Урми/中国語：烏爾米河
  - クル川 - 満洲語：Kuru/ロシア語：Кур/中国語：庫爾河（清代は庫嚕河）
- ウスリー川 - 満洲語：Usuri/ロシア語：Уссури/中国語：烏蘇里河
  - ムレン川 - 満洲語：Muren/ロシア語：Мулинхэ/中国語：穆棱河
  - ソンガチャ川（松阿察河） - ハンカ湖（興凱湖）
  - ホール川 - 満洲語：Hulu/ロシア語：Хор/中国語：霍爾河（清代は和羅河）
  - ビキン川 - ロシア語：Бики́н/中国語：比金河（清代は畢歆河）
  - 大ウスルカ川（旧名イマン川） - 満洲語：Niman/ロシア語：Большая Уссурка/中国語：大烏蘇爾卡河（清代は尼満河）
- ビラ川 - 満洲語：Kimnin/ロシア語：Бира/中国語：比拉河（清代は奇穆尼河）
- 松花江（スンガリ川） - 満洲語：Sunggari/ロシア語：Сунгари
  - 牡丹江（ムダン川） - 満洲語：Mudan/ロシア語：Муданьцзян
  - アシュ川（中国語版）（歴史的名称は「按出虎水（アルチュフ川）」）
  - 嫩江（ノン川） - 満洲語：Non/ロシア語：Нэньцзян
    - 甘河（ガン川） - 満洲語：G’an/ロシア語：Ганьхэ
    - 訥謨爾河（ネメル川） - 満洲語：Nemer/ロシア語：Нэмэр
    - 諾敏河（ノミン川）（中国語版） - 満洲語：Numin
    - 雅魯河（ヤル川） - 満洲語：Yal
    - 綽爾河（チョル川） - 満洲語：Col/ロシア語：Чол
    - 洮児河（トール川） - 満洲語：Tor/ロシア語：Таоэрхэ

  - 飲馬河（インマ川）（中国語版） - ロシア語：Иньмахэ
    - 伊通河（イトゥン川） - 満洲語：itu/ロシア語：Итунхэ

  - 輝発河（ホイファ川） - 満洲語：hoifai/ロシア語：Хойфахэ
- ビジャン川 - 満洲語：Bijan/ロシア語：Биджа́н/中国語：比詹河（清代は畢瞻河）
- ブレヤ川 - 満洲語：Nioman/ロシア語：Бурея́/中国語：布列亞河（清代は牛満河） - ブレヤ・ダム
  - ウルガル川（ロシア語版） - 満洲語：Urgal/ロシア語：Ургал
  - ティルマ川 - 満洲語：Siyarmi/ロシア語：Тырма/中国語：特爾馬河
  - ニマン川 - 満洲語：Olongki/ロシア語：Ниман/中国語：尼曼河（清代は斡倫奇河）
- ザヴィタヤ川（ロシア語版）（清代の名称は「博屯河」）
- ゼヤ川（ジンキリ川） - 満洲語：Jingkiri/ロシア語：Зе́я/中国語：結雅河（清代は精奇里河） - ゼヤ・ダム（ロシア語版）
  - トミ川（ロシア語版） - ロシア語：Томь/中国語：托木河（明代は脱木河、清代は托摩河）
  - セレムジャ川 - 満洲語：Silimdi/ロシア語：Селемджа/中国語：謝列姆賈河（清代は西林穆丹河）
  - デプ川 - 満洲語：Ningni/ロシア語：Деп/中国語：傑普河（清代は濘泥河）
  - ギリウイ川 - ロシア語：Гилюй/中国語：吉留伊河（清代は吉魯河）
    - ティンダ川 - ロシア語：Тында
- フマル川 - 満洲語：Humar/ロシア語：Хумахэ/中国語：呼瑪河
- オリドイ川（ロシア語版） - 満洲語：Oldokon/ロシア語：Ольдой/中国語：清代は鄂爾多庫勒河
- ウルシャ川 - 満洲語：Or/ロシア語：Уруша/中国語：清代は額哩河
- アマザル川 - 満洲語：Amba Gerbici/ロシア語：Амазар/中国語：阿馬扎爾河（清代は格爾必斉河）
- シルカ川 - モンゴル語：Шилка гол/ロシア語：Шилка/中国語：石勒喀河
  - インゴダ川 - モンゴル語：Ингэдэй гол/満洲語：Enggida/ロシア語：Ингода/中国語：音果達河
  - オノン川 - モンゴル語：Онон гол/満洲語：Onon/ロシア語：Онон/中国語：鄂嫩河
- アルグン（エルグネ）川 - モンゴル語：Эргүнэ мөрөн/満洲語：Ergune/ロシア語：Аргунь/中国語：額爾古納河
  - ゲン川 - モンゴル語：Гэгээн гол/満洲語：Gen/ロシア語：Гэньхэ/中国語：根河
  - ケルレン川（克魯倫河、呼倫湖を経てアルグン川に流入） - 烏爾遜河（中国語版）（モンゴル語: Орчун гол） - ブイル湖（貝爾湖）
  - ハルハ川 - モンゴル語：Халх гол/満洲語：kalkasi/ロシア語：Халхин-Гол/中国語：哈拉哈河
  - ハイラル川 - モンゴル語：Хайлаар мөрөн/満洲語：kailari/ロシア語：Хайлар/中国語：海拉爾河

## 橋とトンネル

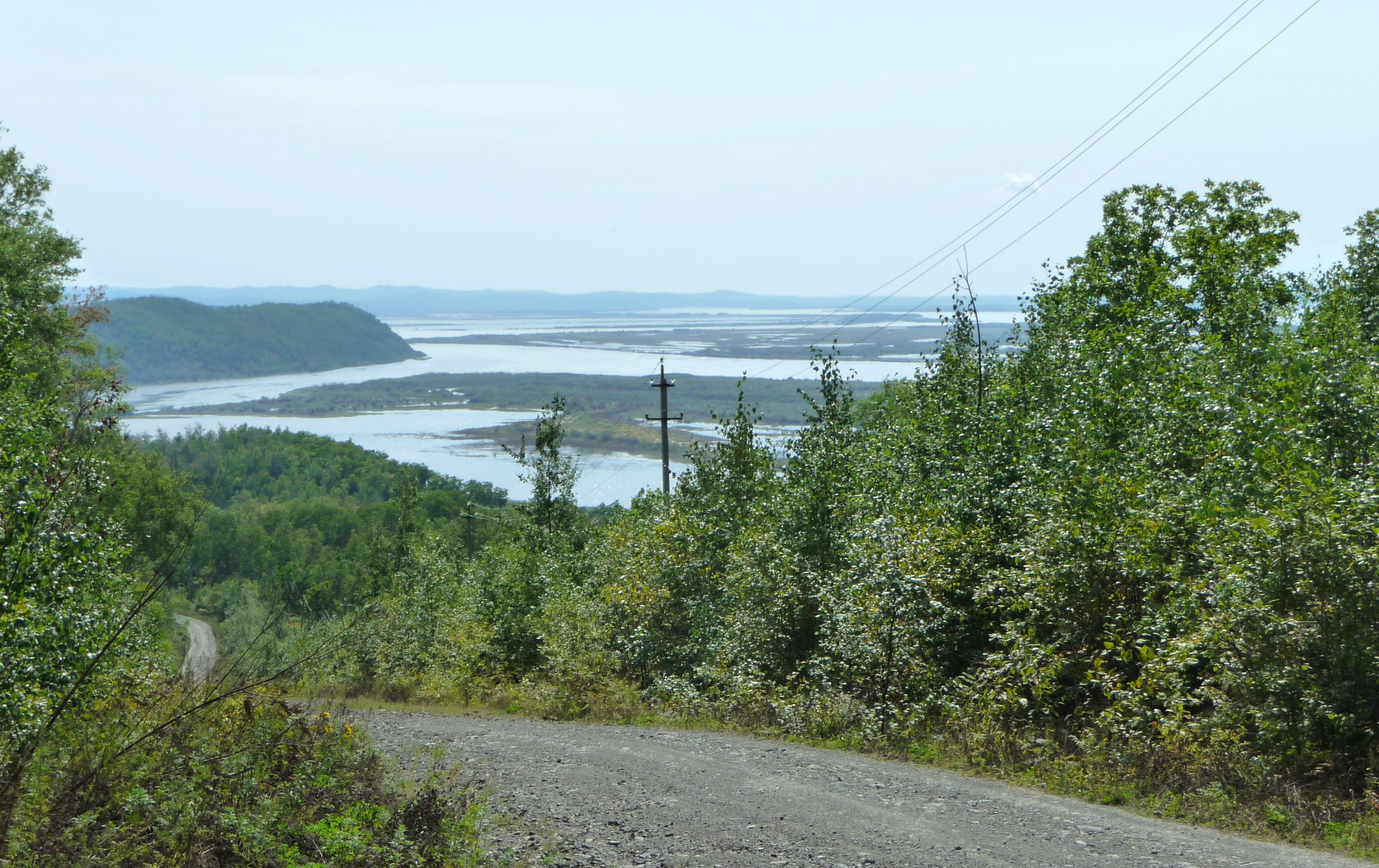
アムール川（ハバロフスク地方）

下流から順に、次の場所に橋とトンネルがかかっている。
- コムソモリスク・ナ・アムーレ
- ハバロフスク
  - ハバロフスク・アムール川底トンネル - シベリア鉄道のモスクワ方面行き、1943年完成。
  - ハバロフスク橋 - シベリア鉄道のウラジオストック方面行き・M60幹線道路二層通路橋、1999年開通。
- 同江鉄路大橋 - ユダヤ自治州ニジュネレニンスコエ村と黒竜江省同江市を結ぶ鉄道橋、2019年に完成[5]。
- 黒河・ブラゴヴェシチェンスク大橋 （道路橋、2019年に完成[7]）